# سنجیوویتسه (استان ووتسکی)
سنجیوویتسه (به لهستانی:  Sędziejowice) یک روستا در لهستان است که در گمینا سنجیوویتسه واقع شده‌است. سنجیوویتسه ۸۴۰ نفر جمعیت دارد.